# Хетчбек
Хетчбек (англ. hatchback від hatch — «люк» і back — «ззаду») — це конфігурація кузова автомобіля із задніми дверима    , які відкриваються вгору, щоб забезпечити доступ до основного салону автомобіля як до вантажного відділення, а не просто до окремого багажника.. Хетчбеки можуть мати відкидні сидіння другого ряду, де інтер’єр можна змінити, щоб визначити пріоритет пасажирського або вантажного об’єму.
Хоча ранні приклади конфігурації кузову можна простежити до 1930-х років, словник Merriam-Webster датує сам термін 1970 роком  Стиль кузова хетчбек продається по всьому світу на автомобілях розміром від суперміні до невеликих сімейних автомобілів, а також автомобілів представницького класу та деяких спортивних автомобілів. Вони є основним компонентом позашляховиків.

## Характеристики

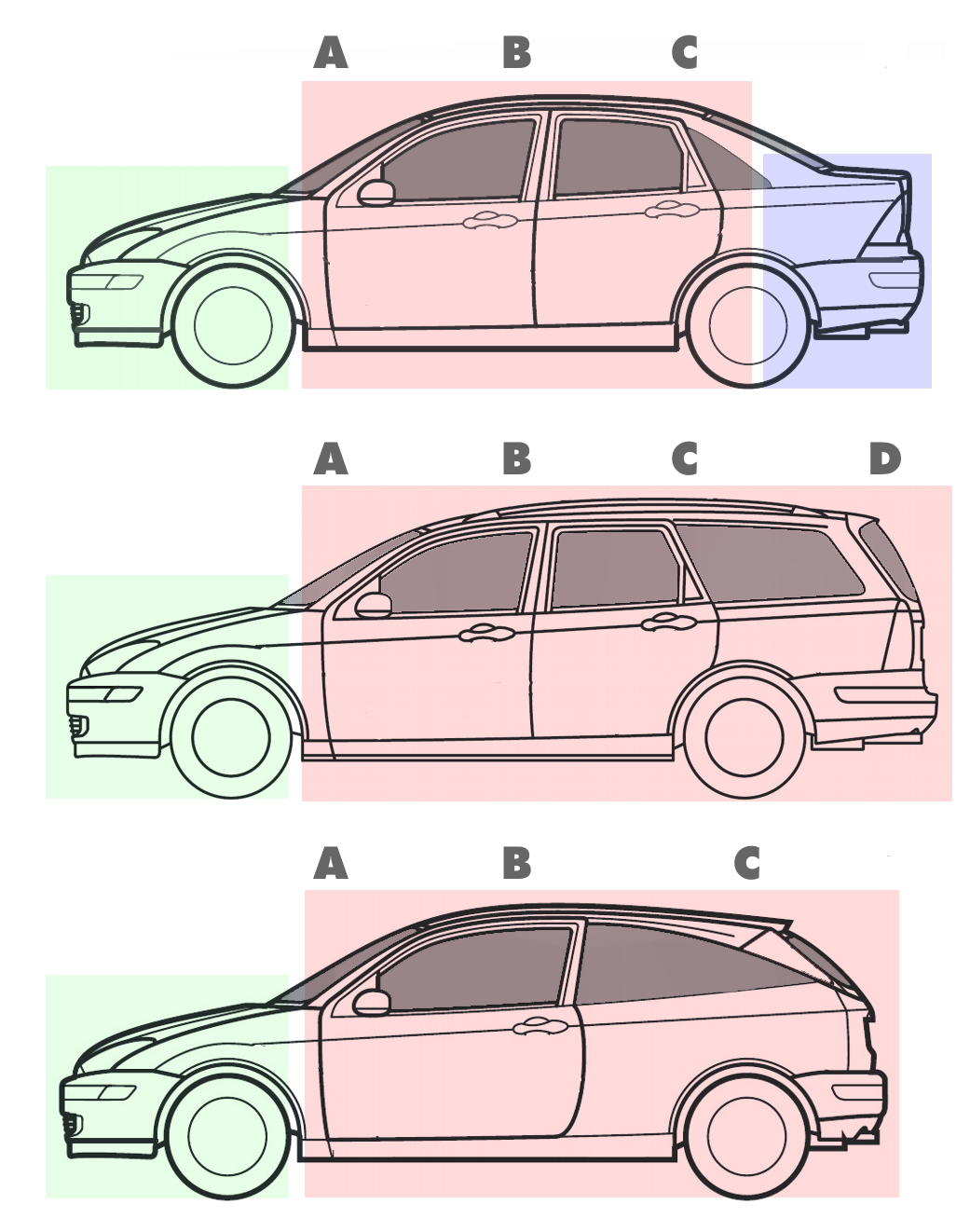
Характеристики кузова седан (верх), універсал (посередині) і хетчбек (внизу)

Порівняння хетчбека з універсалом того ж модельного ряду

Відмінною рисою хетчбека є задні двері, які відкриваються вгору  і кріпляться на петлях на рівні даху (на відміну від кришки багажника/багажника салону/седана, яка кріпиться нижче заднього скла). Задні сидіння часто можна скласти, щоб збільшити доступну вантажну площу.  Хетчбеки можуть мати знімну жорстку полицю або гнучкий складний чохол для багажного відділення за задніми сидіннями.

### 3-дверна і 5-дверна термінологія
При описі стилю кузова хетчбек часто зараховують до дверей, тому хетчбек з двома пасажирськими дверима називають тридверним, а хетчбек з чотирма пасажирськими дверима - п'ятидверним.  

### Універсали та ліфтбеки

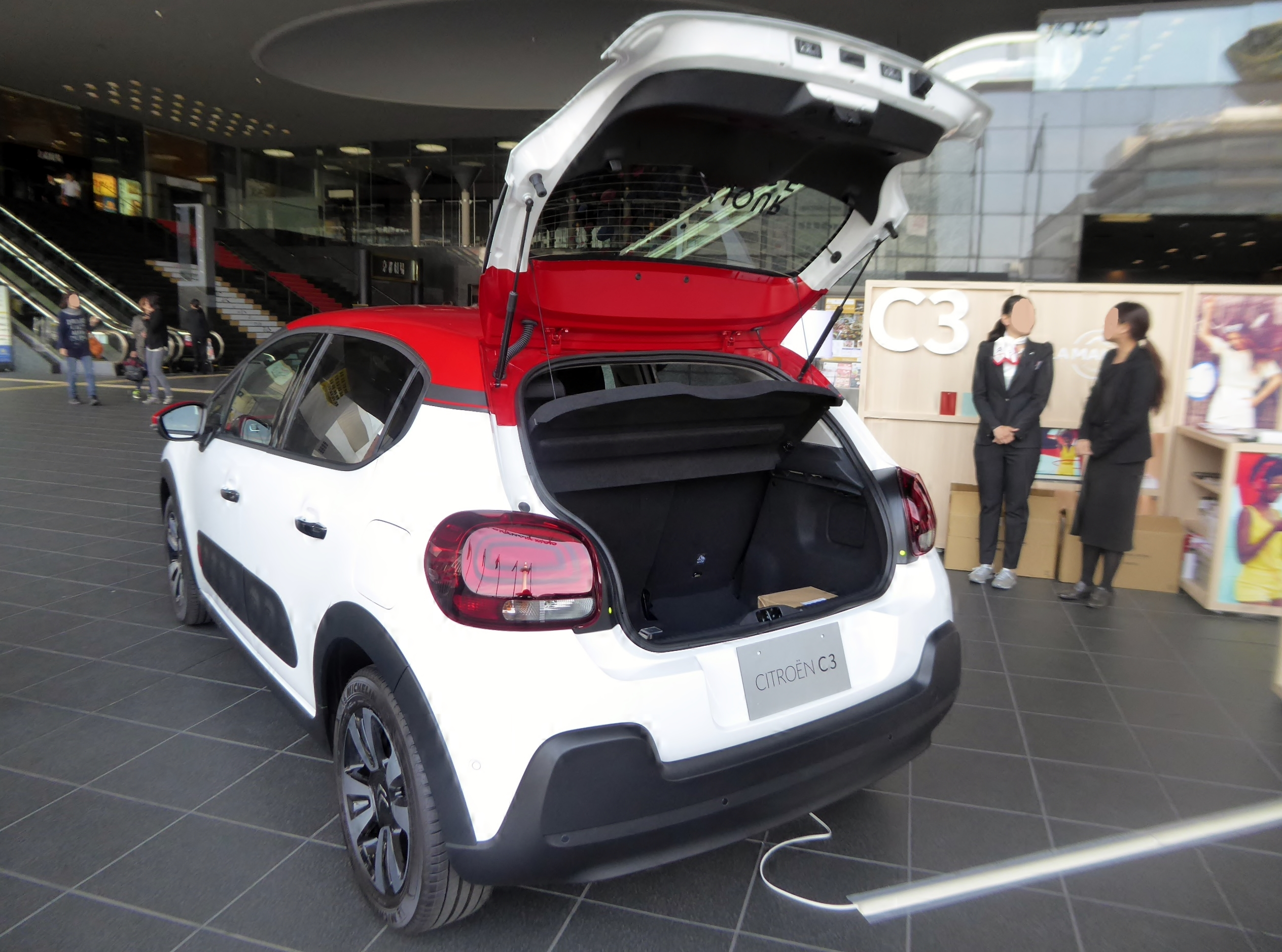
На зображенні Citroën C3 2017 р. двері багажника, що відкидаються на даху, є основною характеристикою хетчбеків і ліфтбеків.

Автомобілі Liftback схожі на хетчбеки з функціональної точки зору тим, що мають двері багажника, які відкидаються від даху, але відрізняються від хетчбеків з точки зору стилю більш похилою лінією даху. Термін «фастбек» іноді також може використовуватися виробниками для продажу автомобілів з ліфтбеком.  Фастбек — це широкий автомобільний термін, який використовується для опису стилю задньої частини автомобіля, яка має один нахил від даху до заднього бампера.   
Деякі хетчбеки мають конструкцію, схожу на седани з точки зору стилю, але ближчі до хетчбеків за функціональністю, оскільки двері багажника відкидаються від даху. Це представлено на таких автомобілях, як Kaiser-Frazer Vagabond 1951 року,   Simca 1100,  Mazda 6 GG1 та Opel Vectra C. Як такі, седанбеки не є фастбеками, оскільки нахил лінії даху на нотчбеку переривається його трикутною конструкцією.
Універсал зазвичай відрізняється від ліфтбека чи хетчбека тим, що він довший. Інші потенційні відмінності універсалу включають:
- крутіший нахил ззаду (тобто задні двері більш вертикальні) [17]
- третій ряд сидінь
- задня підвіска, розроблена для збільшення вантажопідйомності або для мінімізації вторгнення у вантажний відсік
- двері багажника, швидше за все, складатимуться з кількох частин або тягнуться до бампера Hyundai i30 як звичайний 5-дверний хетчбекHyundai i30 фастбек, з підйомною задньою кришкою. Зверніть увагу на двері багажника та лінію даху, нахилені під більш горизонтальним кутом, ніж на традиційному хетчбекуHyundai i30 універсал. Лінія даху простягається далі до задньої частини

### Ліфтбек

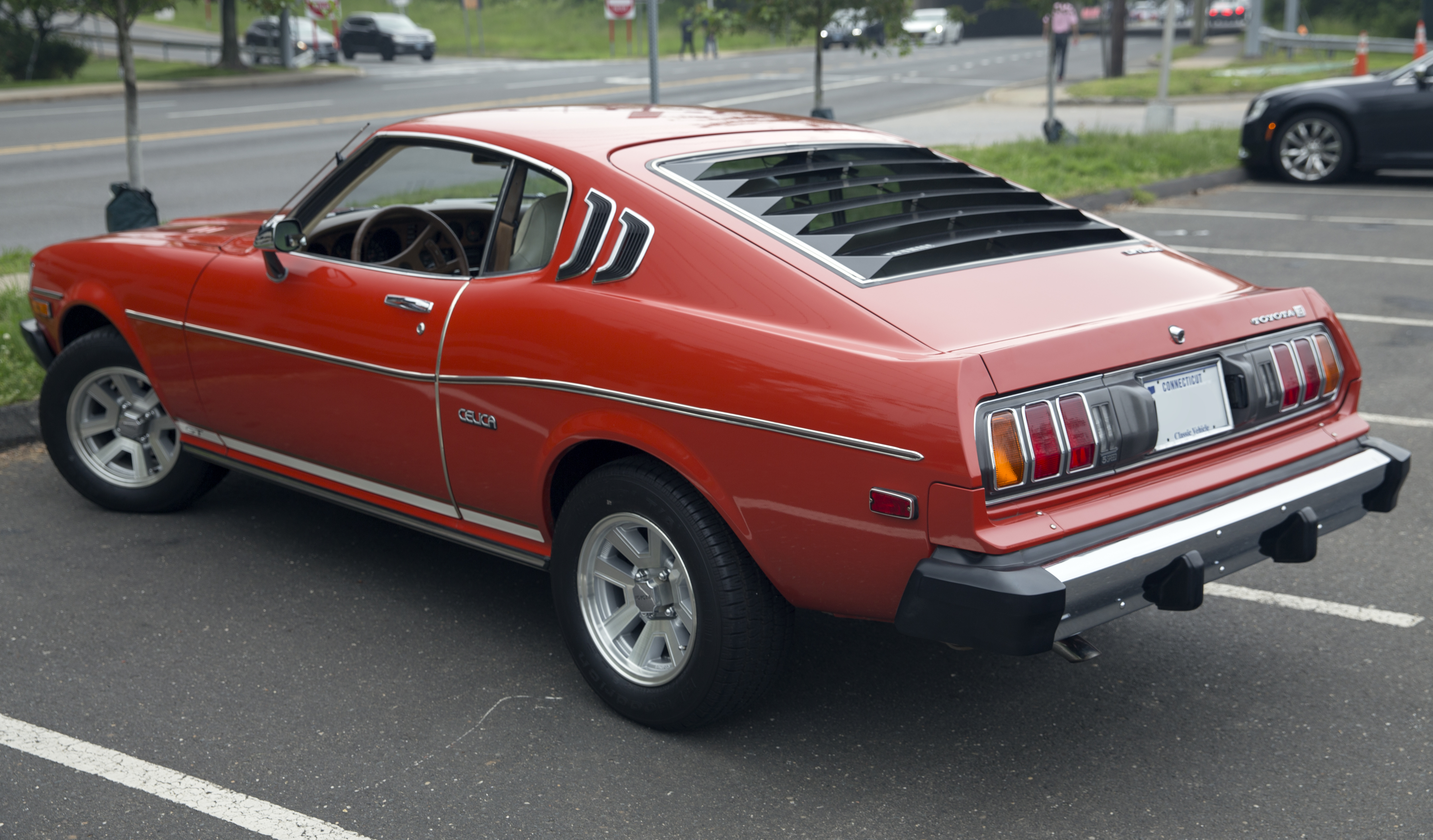
1976 Toyota Celica GT Liftback Модель США

«Ліфтбек» — це термін для моделей хетчбеків, у яких задні двері розташовані під більшим горизонтальним кутом, ніж на середньому хетчбеку, і в результаті двері піднімаються більше вгору, ніж назад, щоб відкрити. 
Термін був вперше використаний Toyota в 1973 році для опису Toyota Celica Liftback GT.  
|  | Toyota назвала новий стиль кузова Liftback, що означає, що це був тридверний хетчбек, а не дводверне купе. З його похилою лінією даху Fastback Celica Liftback була навіть менш зручною для пасажирів на задньому сидінні, ніж хардтоп, але дах хетчбека та відкидне заднє сидіння зробили Liftback більш універсальним для повсякденних справ або свого роду «активного способу життя» дозвілля, яке так захоплює рекламних копірайтерів. |

Пізніше Toyota знадобилося розрізняти дві 5-дверні версії Toyota Corolla, одна з яких була звичайним 5-дверним хетчбеком з майже вертикальними дверцятами, а інша була 5-дверним більш горизонтальними дверцятами, для якого термін використовувався ліфтбек..

## Історія

### Історія
Перший серійний хетчбек був виготовлений Citroën у 1938 році: версія (11CV) "Commerciale" їхньої серії Citroën Traction Avant 1934–1957 років.   Початковим цільовим ринком були торговці, яким потрібно було перевозити громіздкі предмети, наприклад м’ясники, пекарі, виноградарі та бакалійники.  Перед Другою світовою війною двері багажника складалися з двох частин: верхньої секції, яка відкидалася від рівня даху, і нижньої секції, яка відкидалася знизу.  Коли виробництво Commerciale відновилося після війни, двері багажника стали цілісними, які відкидалися від рівня даху, відповідно до дизайну, який використовувався на більшості хетчбеків.  
У 1949 році Kaiser-Frazer представила хетчбеки Vagabond і Traveler. Ці моделі були стилізовані подібно до типового седана 1940-х років, повністю зберігаючи свій профіль; однак вони включали двері багажника з двох частин, як у першому Citroën 11CV Commerciale.  Моделі Vagabond і Traveller також мали відкидні задні сидіння та спільний об’єм для пасажирів і вантажу.  Конструкція не була повністю ані седаном, ані універсалом, але складане заднє сидіння забезпечувало великий 2,4 метри завдовжки внутрішній вантажний відсік.  Ці моделі Kaiser-Frazer були описані як «перший американський хетчбек». 
У 1959 році British Motor Corporation (BMC) випустила версію «Countryman» економ-автомобіля Austin A40 Farina. Так само, як і його попередники A30 і A35 Countryman, це був дуже маленький універсал, але замість звичайних задніх дверей, що відкривалися вбік, у нього були горизонтально розділені двері багажника, які мали верхні двері на петлях і нижні двері на петлях. A40 Countryman 1959 року відрізнявся від седана A40 Farina 1958 року тим, що заднє скло було дещо меншим, щоб рама могла підніматися за допомогою петель, встановлених на даху, і бічних опорних стійок, так що автомобіль тепер включав горизонтальне розділення на дві частини. Нижня панель тепер була врівень з підлогою, а петлі, встановлені знизу, були посилені. 

### Спортивні автомобілі

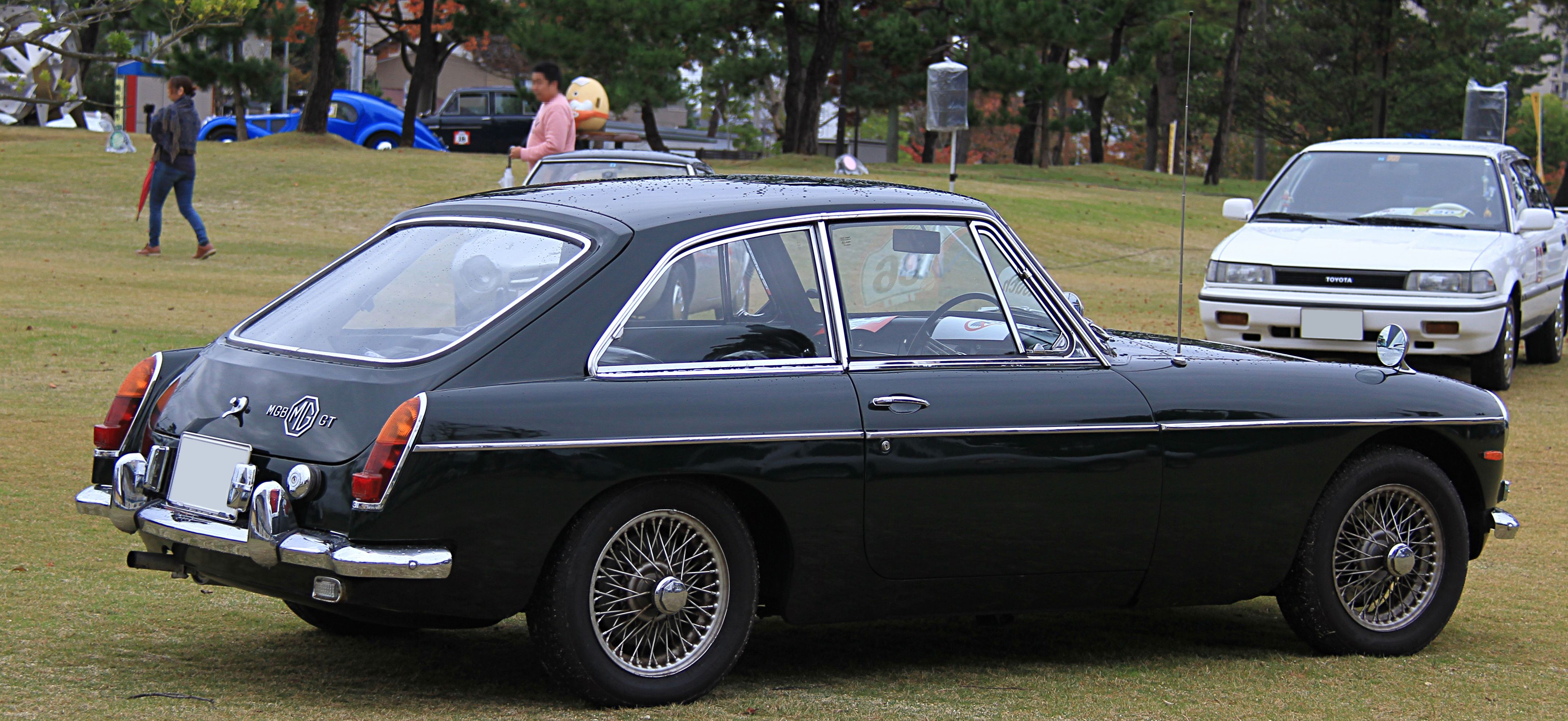
Наприкінці 1965 року компанія MG MGB запропонувала версію купе GT із задньою лядою

У 1953 році Aston Martin випустив на ринок DB2 із задніми дверима, що відкриваються наверх, і виготовив 700 екземплярів. Його наступник, 1958 DB Mark III, також пропонував складне заднє сидіння. AC Aceca 1954 року, а пізніше Aceca-Bristol від AC Cars мали подібну ляду, хоча їх було виготовлено лише 320.
У 1965 році MG доручив Pininfarina модифікувати родстер MGB у хетчбек під назвою MGB GT, ставши першим серійним спортивним автомобілем із таким типом кузова. 
Багато купе мають 3 двері, включаючи Jaguar E-Type і Datsun 240Z.

### Прийняття на масовому ринку
У 1961 році Renault представила Renault 4 як помірно висококласну альтернативу Citroën 2CV.   Renault 4 став першим серійним компактним автомобілем, продажі якого перевалили за мільйон екземплярів. Його відзначав крутий нахил задньої частини кузова, який відкривався однією великою дверцею.
Під час життєвого циклу виробництва Renault продавав R4, називаючи його невеликим універсалом, як і серію невеликих універсалів Countryman від Austin з 1954 по 1968 рік – навіть після того, як у 1970 році з’явився термін «хетчбек». Renault 4 продовжував випускатися до 1992 року, було продано понад 8 мільйонів автомобілів.
У 1965 році економ-автомобіль R4 був доповнений D-сегментом Renault 16, першим серійним двооб'ємним автомобілем сімейства хетчбек.  Його задні сидіння регулювалися, складалися або могли повністю зніматися. Renault 16 був успішним у сегменті ринку, який раніше був виключно населений седанами з прямими задніми частинами, і, незважаючи на випуск лише одного типу кузова протягом 15 років, споживачі придбали понад 1¾ мільйони автомобілів R16.

### Сучасні хетчбеки
На відміну від Renault 4, який мав напівінтегрований кузов, встановлений на шасі платформи, і передній центральний і поздовжньо розташований двигун за передньою віссю, Simca 1100 1967 року, який пішов по стопах BMC Mini 1959 року з передній привід, більш компактне поперечне розташування двигуна, єдиний кузов і незалежна підвіска (функції, які з тих пір стали ключовими концепціями дизайну майже кожного сімейного автомобіля масового ринку) - і це був перший хетчбек з цими функціями.  Simca 1100 також випускалася у трьох- та п’ятидверних варіантах, а моделі хетчбеків зайняли центральне місце, традиційно займаючи седани, у повній модельній лінійці, доповненій універсалом, а також версіями панельного фургона.
Також у 1967 році Citroën випустив Dyane, перероблений 2CV з великою задньою лядою, щоб конкурувати з Renault 4.
Слідом за Simca пішов більший стабільний партнер Mini, Austin Maxi. З урахуванням задньої ляди це стало п’ятидверним седаном. Він мав поперечно встановлений двигун SOHC, п’ятиступінчасту коробку передач і гнучке розташування сидінь, яке давало можливість утворювати двоспальне ліжко.  Створений тим же дизайнером, що й Mini BMC, сер Алек Іссігоніс. Бухгалтери визначили, що автомобіль мав використовувати той самий набір дверей, що й Austin/Morris 1800, але продавався в модельному ряду нижче нього, тому потрібна була коротша задня частина. В результаті вийшла урізана задня частина з великим люком.  Austin Maxi працював у тому ж сегменті ринку, що й Renault 16, і обидва конкуренти були близькі за технічними характеристиками та зовнішніми розмірами, хоча Maxi мав значно більше внутрішнього простору завдяки своєму поперечному двигуну. 
У 1974 році був представлений Volkswagen Golf, який мав замінити всюдисущий Beetle. 
У 1976 році компанія British Leyland представила Rover 3500, п'ятидверний хетчбек із заднім приводом.

### Європа
Підвищення попиту на компактні хетчбеки в Європі протягом 1970-х років призвело до випуску таких моделей, як Austin Ambassador, Austin Maestro, Fiat 127 і Renault 5. До кінця 1970-х і початку 1980-х років більшість суперміні і компактні автомобілі були оновлені або замінені моделями хетчбек.
Хетчбеки були основою пропозицій виробників D-сегменту в Європі в 1990-х (вони були популярні вже в 1980-х) і до кінця 2000-х. Виробники зазвичай пропонували одну і ту ж модель сегмента D у трьох різних стилях кузова: 4-дверний седан, 5-дверний хетчбек і 5-дверний універсал. До таких моделей належали Ford Mondeo, Mazda 626 / Mazda 6, Nissan Primera, Opel Vectra / Insignia та Toyota Carina / Avensis. У цьому сегменті ринку також були моделі, доступні лише як 5-дверний хетчбек або 4-дверний седан, а також моделі, доступні лише як 5-дверний хетчбек або 5-дверний універсал. Часто хетчбек і седан мали однакову колісну базу й однакову загальну довжину, а повний задній звис багажника звичайного седана зберігався на п’ятидверній версії автомобіля хетчбек.
Citroën XM 1989-2000 рр. і Skoda Superb другого покоління (2008-2015 рр.) — це автомобілі, які стирають межу між хетчбеками та седанами. Вони мають інноваційну кришку багажника "Twindoor". Його можна відкрити, як у седані, за допомогою петель, розташованих під заднім склом; або разом із заднім склом, як у хетчбеку, використовуючи петлі на даху. 
Audi і BMW представили хетчбеки в 2009 році, але продавали їх як «Sportback» (Audi) або «Gran Turismo»/«Gran Coupe» (BMW).

У 2010-х роках версії хетчбека стали доступними для розкішних автомобілів, таких як BMW 5 Series Gran Turismo, Porsche Panamera та Audi A7, тоді як Skoda Octavia завжди була доступна як хетчбек. Тим часом популярність тридверних хетчбеків впала порівняно з п’ятидверними моделями. Це призвело до того, що багато моделей більше не пропонуються в 3-дверних варіантах кузова, наприклад, Audi A3 і Renault Clio.

### Північна Америка
У 1970 році American Motors Corporation (AMC) випустила перший північноамериканський субкомпактний автомобіль AMC Gremlin з часів виробництва Nash Metropolitan 1953-1961 років.  Незважаючи на те, що Gremlin виглядає як хетчбек, його часто називають купе Kammback,  лише заднє вікно якого є люком, що відкривається вгору, що дає доступ до заднього вантажного простору.  Gremlin був заснований на AMC Hornet, але його різка задня частина хетчбека скоротила загальну довжину автомобіля із 4500 мм до 4100 мм. AMC додав хетчбек до своєї більшої лінійки компактних Hornet для 1973 модельного року.  Конструкція та відкидне заднє сидіння більш ніж подвоїли вантажний простір, і Hornet був визнаний «першим компактним хетчбеком», виробленим американським автовиробником.  1975 Pacer мав задні двері або хетчбек.  У 1977 році була додана довша модель із конфігурацією типу універсал із великим заднім «люком» як одним із трьох дверей автомобіля, усі мали різні розміри.  1979 AMC Spirit був доступний у двох варіантах: «седан» із заднім вікном, що піднімається, і напівфастбек «ліфтбек». 
Першою моделлю хетчбек General Motors став Chevrolet Vega, представлений у вересні 1970 року. Протягом 1971–1977 модельних років було випущено понад мільйон хетчбеків Vega, що становить близько половини загального виробництва Vega.  Хетчбек Vega також був перейменований і продавався як Pontiac Astre 1973–1977 років, Chevrolet Monza S 1978 року, Buick Skyhawk 1975–1980 років, Oldsmobile Starfire 1975–1980 років і Pontiac Sunbird 1977–1980 років.
У 1974 році більший Chevrolet Nova став доступним у кузові хетчбек. Хетчбек Nova також отримав назву Chevrolet Concours, Pontiac Ventura, Pontiac Phoenix, Oldsmobile Omega, Buick Apollo та Buick Skylark. У 1980 році General Motors випустила свої перші передньопривідні хетчбеки Chevrolet Citation і Pontiac Phoenix.
І AMC, і GM запропонували дилерам аксесуар, який перетворив їхні компактні моделі хетчбеків на недорогі транспортні засоби для відпочинку.  Прикладом є комплект міні-кемперів для AMC Hornet, недорогий брезентовий намет, який перетворив відкритий хетчбек на кемпінгове відділення з місцем для сну.   «Міні-кемпер» був водонепроникним покриттям, яке встановлювалося на секцію даху від середньої стійки назад до заднього бампера, яке було легко встановити. 
Першим хетчбеком Ford Motor Company був Ford Pinto Runabout, представлений у 1971 році  Ford Mustang II 1974-1978 років випуску на базі Pinto пропонувався як хетчбек. Стиль кузова було продовжено для переробленого третього покоління Mustang 1979 року на базі платформи Fox і похідного Mercury Capri. У 1981 році Ford запропонував хетчбекові версії свого субкомпактного Escort і Mercury Lynx зі значком, які тепер були передньопривідними. У 1982 році були представлені двомісні хетчбеки, Ford EXP і Mercury LN-7.
Першими хетчбеками Chrysler Corporation (і першими передньопривідними автомобілями) були моделі Dodge Omni / Plymouth Horizon 1978 року, які базувалися на французькій Simca-Talbot Horizon.  За ними послідував 3-дверний хетчбек Dodge Omni 024 / Plymouth Horizon TC3, який пізніше був перейменований на Dodge Charger і Plymouth Turismo.

### Японія

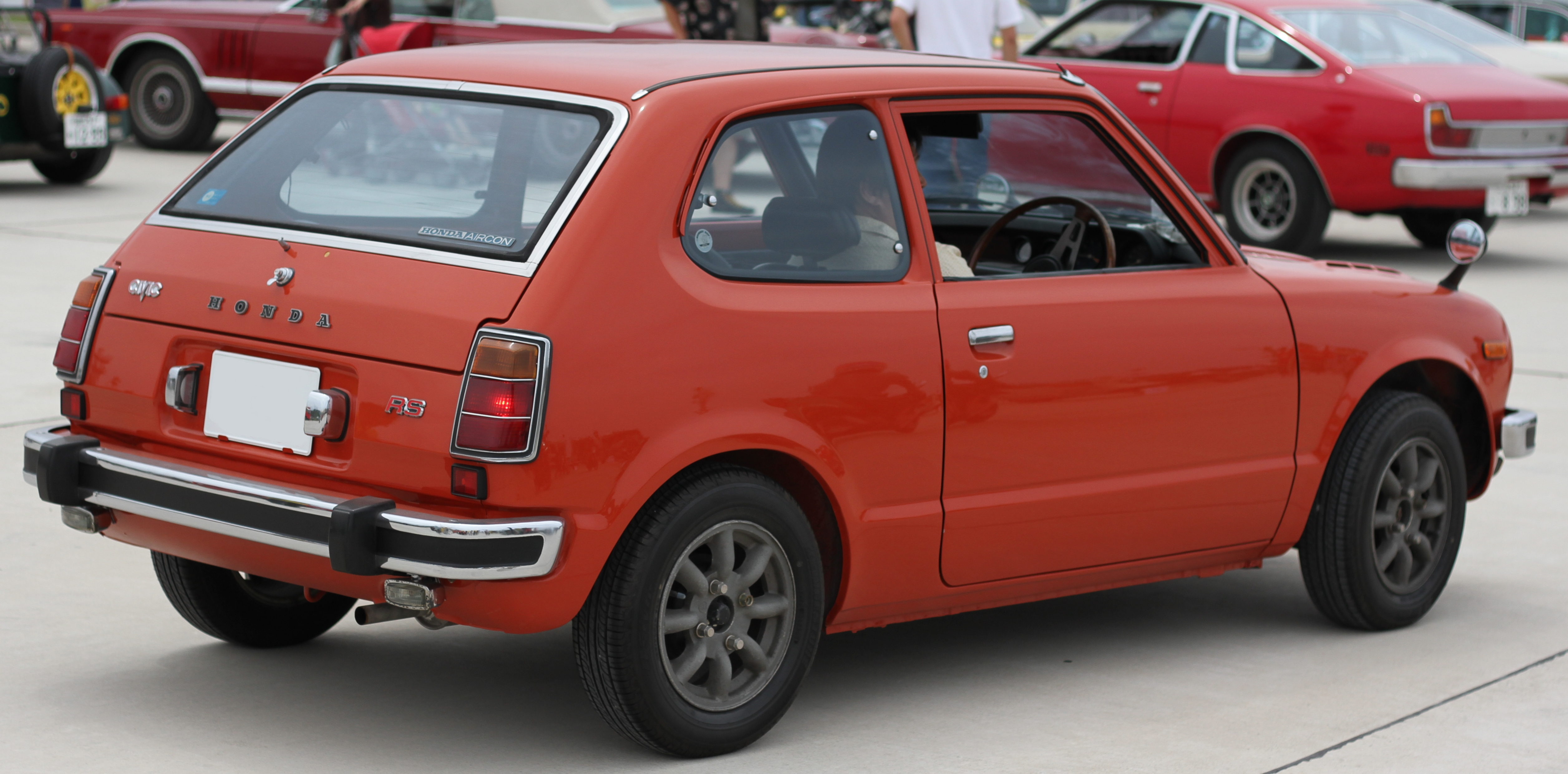
1974-1975 Honda Civic RS

Першими японськими хетчбеками були Honda Civic 1972 року, Nissan Sunny та Nissan Cherry. Civic та Cherry мали передньопривідні силові агрегати, які пізніше стали загальною конфігурацією для хетчбека. Поряд з Honda Civic серед інших японських хетчбеків були Nissan Pulsar, Toyota Corolla і Suzuki Swift.
Майже всі японські Кей-кари мають кузов хетчбек, щоб максимізувати вантажопідйомність, враховуючи, що загальний розмір автомобіля обмежений правилами, що застосовуються до цих транспортних засобів. Автомобілі Кей-кари включають Mitsubishi Minica, Honda Life, Suzuki Fronte, Subaru Vivio та Daihatsu Mira.

### СРСР

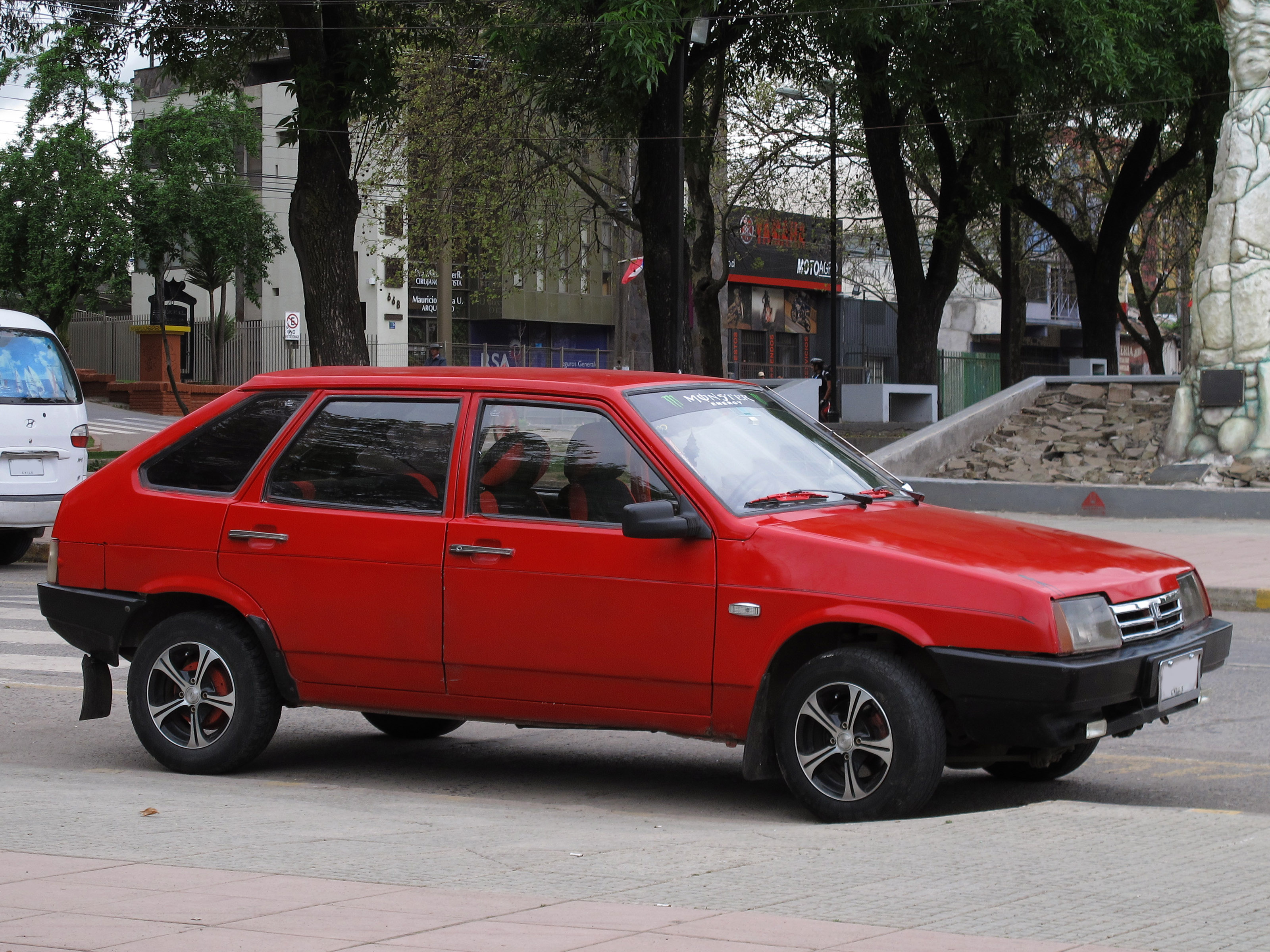
Лада Самара 1500

Першим радянським хетчбеком став задньопривідний ІЖ 2125 Комбі, який почав випускатися в 1973 році  Лише у 1980-х роках послідували передньопривідні Лада Самара 1984 року, Москвич 2141/Алеко 1986 року та ЗАЗ Таврія 1987 року.

### Бразилія

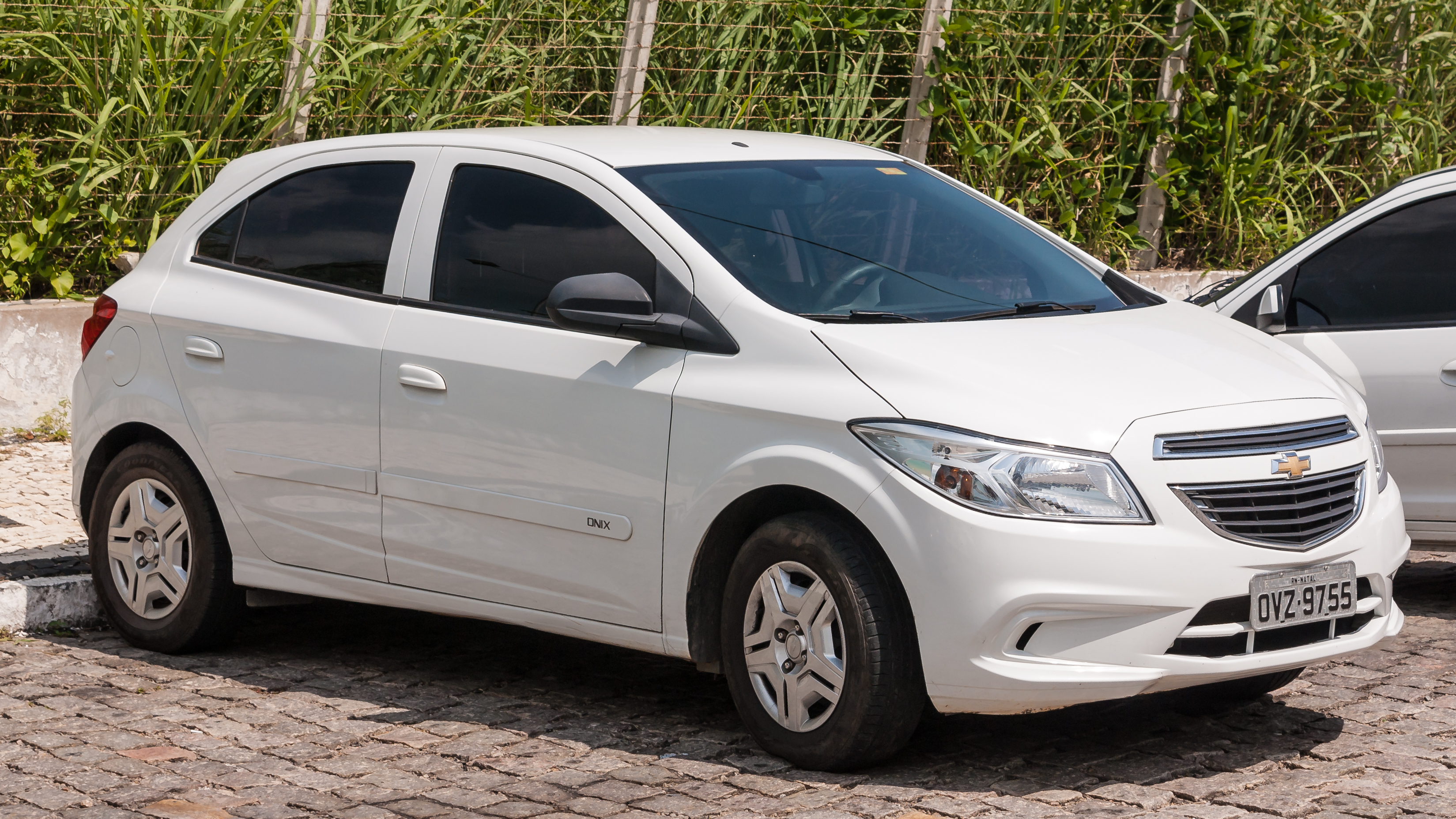
Chevrolet Onix

У 2014 році чотири з п’яти найбільш продаваних моделей у Бразилії були хетчбеками.  Однак у 1980-х і 1990-х роках хетчбеки були менш популярними, ніж седани, що змусило виробників розробити компактні моделі седанів для бразильського ринку, наприклад, Fiat Premio та версії седана Opel Corsa і Ford Fiesta.

### Індія

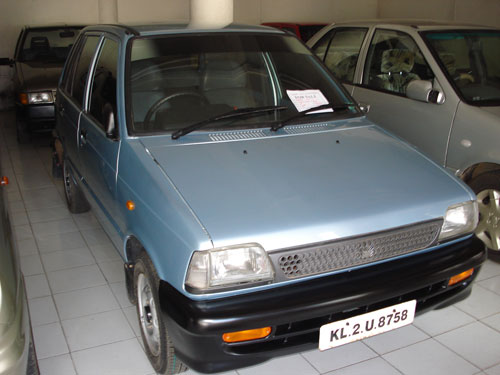
Maruti 800 хетчбек в Індії

Хетчбеки – найпопулярніший автомобіль в Індії.  З моменту запуску в 1983 році Maruti 800 було продано понад 2,5 мільйона одиниць  З 2004 року Maruti 800 витіснив Maruti Alto як автомобіль з найбільшими річними продажами. У 2015 році Tata Motors випустила хетчбек Nano, найдешевшого дорожнього автомобіля у світі. 

### Австралія

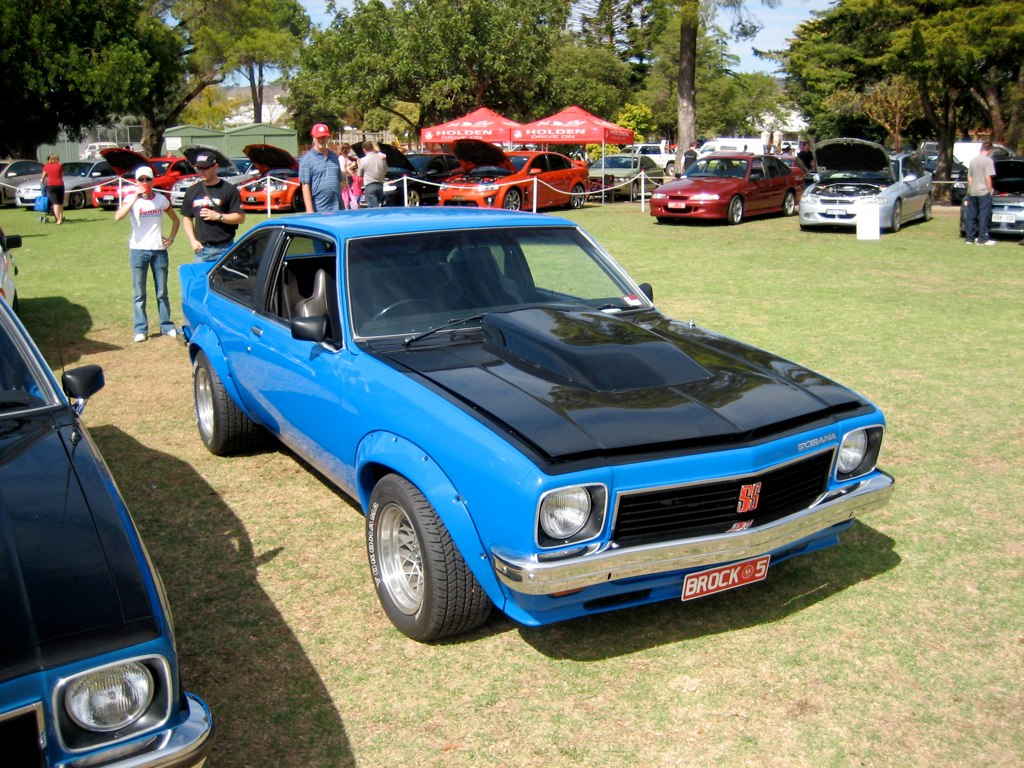
Holden Torana SS (LX)

В Австралії була вироблена лише одна модель хетчбека, Holden Torana 1976-1980 рр., яка вироблялася в поколіннях LX і UC. До останніх років покупці в Австралії віддавали перевагу кузову універсал з трьома великими австралійськими виробниками; Холден, Форд Австралія та Крайслер Австралія виробляють моделі універсалів своїх моделей седанів. Австралія почала частково переходити на хетчбеки в середині 1990-х років з відносно дешевими пропозиціями від Hyundai і Honda. Австралія зараз продає в основному хетчбеки після того, як у жовтні 2017 року припинили виробництво останнього власного універсалу Holden Commodore Sportwagon.